# Jestice
Jestice (in ungherese: Jeszte, in tedesco: Hundertbühel) è un comune della Slovacchia facente parte del distretto di Rimavská Sobota, nella regione di Banská Bystrica.
Il villaggio è citato per la prima volta nel 1333 con i nomi di Jetze e di Jezthe, quando apparteneva al nobile Felicián Zach che lo cedette ai Méhy. Dal 1938 al 1944 fece parte dell'Ungheria.